# Nick Zhang
Nick Zhang (chino: 张晓东 (Zhāng Xiǎodōng); nacido el 30 de agosto de 1963) es director general del Instituto Wuzhen y escritor. En 2017, su libro Una breve historia de la inteligencia artificial fue galar [3]donado con el Top 10 de libros del Southern Metropolis Daily. En 2018, ganó el Premio Wu Wenjun de Ciencia y Tecnología de la Inteligencia Artificial.

## Educación
Zhang se licenció en la Universidad de Tianjing en 1985, en la Academia China de Ciencias en 1988 y en la Universidad de Massachusetts en Amherst en 1992.

## Carrera
Zhang trabajó en Harvard y HP en sus primeros años. Se trasladó a Silicon Valley a mediados de los 90. En 2010, invirtió y ayudó a startups en el área de Internet e inteligencia artificial. Ha sido socio de empresas de capital riesgo. Fundó el Instituto Wuzhen en 2016 en Wuzhen, cerca de Shanghái.

## Trabajos
- «Secure Code Distribution». Computer. ISSN 0018-9162.[11]
- Complexity of Neural Network Learning in Real Number Model. ISBN 0-8186-3420-0.[12]
- 尼克 (2017). A Brief History of Artificial Intelligence(《人工智能简史》). ISBN 9787115471604.[13]
- Philosophical Monologue(《哲学评书》). ISBN 9787308129824.[14]
- 杨学良 (1990). UNIX Kernel Anatomy. ISBN 750530674X.[15]